# 蒂贝维尔
蒂贝维尔（法語：Thiberville，法語發音：[tibɛʁvil]）是法国厄尔省的一个市镇，属于贝尔奈区。

## 地理
蒂贝维尔（49°8'16"N, 0°27'18"E）面积7.98 平方千米，位于法国诺曼底大区厄尔省，该省份为法国北部内陆省份，北起滨海塞纳省，西接奧恩省和卡爾瓦多斯省，南至厄尔-卢瓦省，东临瓦兹省、瓦兹河谷省和伊夫林省。
与蒂贝维尔接壤的市镇（或旧市镇、城区）包括：洛泰勒里、马罗勒、德吕库尔。

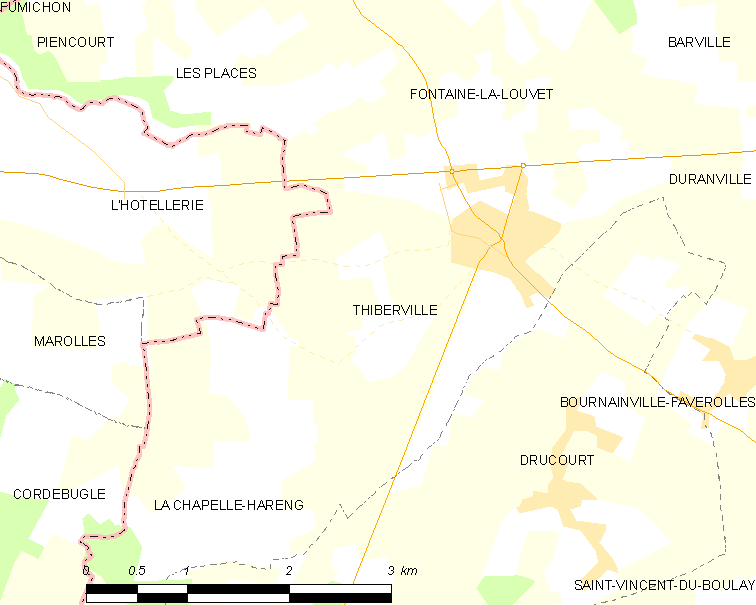
蒂贝维尔的OSM定位图

蒂贝维尔的时区为UTC+01:00、UTC+02:00（夏令时）。

## 行政
蒂贝维尔的邮政编码为27230，INSEE市镇编码为27629。

## 政治
蒂贝维尔所属的省级选区为伯兹维尔县。

## 人口

1962-2008年间蒂贝维尔人口变化图示

蒂贝维尔于2022年1月1日时的人口数量为1765人。